# Altica carduorum
Altica carduorum es una especie de coleóptero de la familia Chrysomelidae. Fue descrita científicamente por primera vez en 1858 por Guérin-Méneville.